# فلورنسا فار
فلورنسا فار (بالإنجليزية: Florence Farr)‏ (7 يوليو 1860 في المملكة المتحدة - 29 أبريل 1917، كولمبو في سريلانكا) ممثلة رائدة في مسارح وست إند وملحنة ومخرجة بريطانية. كذلك كانت ناشطة مدافعة عن حقوق المرأة وصحفية ومثقِّفة ومغنية وروائية وزعيمة جماعة الفجر الذهبي الهرمسية الباطنية. كانت فار صديقة ومعاونة الأديب الحائز على جائزة نوبل ويليام باتلر ييتس والشاعر عزرا باوند والكاتب المسرحي أوسكار وايلد والفنانين أوبري بيردزلي وباميلا كولمان سميث والباحث في الشؤون الماسونية أرثر إدوارد ويت والمنتجة المسرحية آني هورنيمان وغيرهم الكثيرين من آدباء عصر نهاية القرن في لندن، وحتى قياسًا على معاييرهم كانت «بوهيمية البوهيميين». رغم عدم شهرتها بالقدر ذاته الذي عرِف فيه بعض معاصريها ولاحقيها، كانت فار من نسويي «الموجة الأولى» ممن برزوا في أواخر القرن التاسع عشر ومطلع القرن العشرين. إذ دعت علانيةً لمنح المرأة حقها في التصويت والمساواة في مكان العمل والمساواة في الحمايات المكفولة قانونًا للنساء، فضلًا عن تأليفها لكتاب والعديد من المقالات التي نشِرت في الدوريات الثقافية حول حقوق «المرأة الحديثة».

## نشأتها
ولدت فلورنس بياترس فار في بيكلي بمقاطعة كنت في إنجلترا (تعد الآن من ضواحي لندن) في عام 1860. كانت أصغر أخوتها الثمانية من والديها ماري إليزابيث ويتال والدكتور ويليام فار. سماها أبوها الذي كان طبيبًا وأخصائيًا صحيًا على اسم الرائدة في مجال التمريض فلورنس نايتينجيل التي كانت صديقة وزميلة فار. عرِف عن الدكتور فار تأييده للمساواة في التعليم وفي حقوق العمل، وكان لذلك دون أدنى شك تأثير على مواقف بناته في حياتهم لاحقًا.
أرسلت العائلة فلورنس إلى المدرسة في كلية تشالتنهام للسيدات في عام 1873. كانت ماي موريس من صديقاتها خلال الطفولة، وهي ابنة العارضة الفنية الشهيرة بين رسامي رابطة ما قبل الرفائيلية. كان لموريس الدور في تعريف فار على الأوساط الفنية والثقافية للمجتمع اللندني. جلست فار وماي وصديقات أخريات كعارضات خلال عمل السير إدوارد بيرن-جونز على لوحته ما قبل الرفائيلية «السلالم الذهبية»، وكانت حينها تبلغ من العمر 19 عامًا. اللوحة معروضة الآن في معرض تيت بلندن. درست فار خلال الفترة من عام 1877 حتى عام 1880 في كلية الملكة وهي أول كلية جامعية للنساء في إنجلترا. عملت كمعلمة بعد انتهاء دراستها في الكلية، ولكن سرعان ما اتجهت تطلعاتها نحو المسرح.

## عملها منتجة ومخرجة
بادرت هورنيمان إلى تمويل أول محاولة قامت بها فار في الإخراج المسرحي دون علم أحد في عام 1893. كانت المسرحية عبارة عن سلسلة من المسرحيات التي استعرضت على خشبة مسرح أفينيو الواقع على سد التيمز. كلفت فار صديقتها الفنانة أوبري بيردزلي بتصميم ملصق إعلاني للموسم المسرحي. كانت فار قد أدت دور بلانش وهي ابنة صاحب بيوت عشوائية في مسرحية جورج برنارد شو الأولى «بيوت الأرامل»، وعليه تواصلت مع كل من شو وييتس حتى يكتبوا لها نصوص مسرحيات لإنتاجها في مسرح أفينيو. انتهى ييتس من مسرحيته القصيرة «أرض رغبة القلب»، ولكن شو لم ينتهي من مسرحيته على الوقت قبل موعد افتتاح الموسم. سرعان ما استعيض عن مسرحية شو بـ«كوميديا التنهدات» من تأليف جون تودهانتر التي لعبت فار الدور الرئيسي فيها، بيد أن المسرحية لم تلاقي استحسانًا يذكر، وكادت محاولة فار أن تبلغ حدًا كارثيًا.
بعد استلامه برقية قانطة من فار، انتهى شو وسلم مسرحيته «السلاح والرجل». وفي ظرف أسبوع من التدريب على أدائها، ابتدعت فار دور لوكا المساند وهي خادمة لعوبة متغطرسة مفعمة بالحيوية تخطف عواطف بطل المسرحية من الفتاة التي تلعب دور المرأة البريئة الساذجة الذي أسندته فار إلى الممثلة الشهيرة ألما موراي. أحرزت المسرحية التي كانت عبارة عن عمل رومانسي مثالي ساخر جريء نجاحًا باهرًا لاقاه النقاد والجماهير بالاستحسان، وما زالت تعد أحد أعظم أعمال برنارد شو. ومع ذلك كانت فار تتقرب أكثر وأكثر من ييتس (حتى دارت تكهنات غير مثبتة حيال كونهما عشاقًا)، وأبعدت نفسها عن شو إذ كانت «السلاح والرجل» آخر مسرحية من تأليفه أدت فيها دورًا يذكر.
استخدم ييتس «الصوت الذهبي» لفار كجزء من مساعيه الهادفة لتشجيع عملية إحياء الشعر المحكي خلال تسعينيات القرن التاسع العشر. لعبت فار دور الشاعرة والعرافة أليل في مسرحية «الكونتيسة كاثلين» في عام 1898. كانت شخصية أليل قادرة على استبصار عالم الأرواح، وغنت جميع جمل حوارها في صورة أبيات شعرية وهي تعزف على آلة السنطور. كثيرًا ما لعبت فار أدوارًا في المسرحيات الموزونة التي ألفها ييتس الذي كلفها إدارة المسرح الأدبي الأيرلندي العائد له في عام 1898. بيد أن فار ابتعدت خلال تلك الفترة من حياتها عن عملها المسرحي نتيجة انخراطها في جماعة الفجر الذهبي الهرمسية، وهو الأمر الذي أثار استياء برنارد شو الذي عقب على الأمر في عام 1896 كاتبًا: «والآن يخطر على بالك إبطال عمل كل هذه السنوات بعبارة واحدة وما لا يساوي شلنًا من علم المصريات الباطنية».

## حياتها اللاحقة
التحقت فار بالجمعية الثيوصوفية في لندن بعد قطعها لارتباطاتها بجماعة الفجر الذهبي، وعملت بالاشتراك مع أوليفا شيكسبير على كتابة وإخراج مسرحيتين تناولت فيهما مواضيع متعلقة بمصر القديمة ألا وهما مسرحية «عرش الصقر الذهبي» ومسرحية «عشيق حتحور». شاركت فار أيضًا في أداء وإخراج وتلحين موسيقى عدد من المسرحيات لصالح مسارح لوسيوم وكورت ونيو سينتشيري بلندن خلال الفترة من عام 1902 حتى عام 1906. كثيرًا ما ألقت أشعارًا لييتس، وكانت تصاحبها بالموسيقى التي عزفتها على سنطورها، وذلك بالإضافة إلى تعاونها مع ييتس ومسرح آبي التابع له. جالت فار بريطانيا العظمى وأوروبا وأمريكا في عام 1906 وعام 1907 في سعيها لنقل «الفن الجديد» للمسرح الأدبي الأيرلندي إلى شريحة أوسع من الجماهير. تعرفت وتعاونت فار مع رسامة المناظر الطبيعية وفنانة أوراق التاروت باميلا كولمان سميث خلال الفترة التي قضتها في أمريكا، إذ عملت سميث كمديرة مسرحية لها. انتظمت فار أيضًا في كتابة المقالات خلال هذه الفترة في كل من الدورية البريطانية للفن والسياسة والدوريات الثيوصوفية ومجلة نيو أيج، وجمِعت بعض من تلك المقالات في كتب خاصة. تناولت فار فيها مواضيع حقوق المرأة والمسرح والدين المصري القديم. كتبت فار في مقالتها بعنوان «نجومنا الشريرة» (مجلة نيو أيج، عدد أكتوبر عام 1907) بأن إصلاح الصحة العامة وقوانين الزواج لم يكن كافيًا لتحرير المرأة: «علينا قتل القوة في داخلنا التي تقول لنا بأننا لا نستطيع أن نغدو ما نشاء، لأن هذه القوة هي نجمنا الشرير الذي يقلب جميع الفرص إلى فشل ذريع... فدعونا جميعًا نعترف بالحقيقة بأن عملنا الأول هو تغيير أنفسنا ومن ثم سنعرف كيف نغير ظروفنا.»

التقت فار بالمعلم الروحي وعضو البرلمان التاميلي في سيلان مستقبلًا السير بونامبالام راماناثان عبر الجمعية الثيوصوفية. تأثرت فار تأثرًا شديدًا بخططه لتعليم الفتيات الصغيرات في بلده الأم حتى أنها تعهدت بمد يد العون له حين كان مستعدًا لذلك. علِمت فار في عام 1912 بتأسيس راماناثان لكلية أودوفيل راماناثان للفتيات، وعليه باعت جميع ممتلكاتها وهي في عمر الثانية والخمسين، وانتقلت إلى سيلان لتعود لمزاولة مهنتها الأولى ألا وهي التعليم. قام راماناثان بتعيين فار مديرةً وأسند إدارة المدرسة إليها. كان للمهارات التنظيمية التي اكتسبتها فار حين كانت مديرة في جماعة الفجر الذهبي الدور في مساعدتها على أداء عملها الجديد. ازدهرت المدرسة خلال تولي فار لإدارتها بفعل التسامح والاحترام الذي كنته للتقاليد التاميلية. كذلك ظلت فار على تواصل مع ييتس وأرسلت له ترجماتها من الشعر التاميلي.